# Річард Райан
Річард Райан (англ. Richard Ryan) (1946) — ірландський поет і дипломат. Надзвичайний і Повноважний посол Ірландії в Чехії та в Україні за сумісництвом.

## Життєпис
Річард Райан народився у 1946 році в місті Дублін. У 1967 році здобув освіту в Університетському коледжі Дубліна, він був англійським професором і поетом викладав в Університеті Сент-Томас, штат Міннесота, США з 1970 по 1971 рік, і опублікував два томи поезії на початку 1970-х років.
З 1973 року він на дипломатичній службі в Міністерстві закордонних справ Ірландії. Під час своєї дипломатичної кар'єри він займав різні посади. Серед іншого, він працював з 1974 по 1977 року в ірландському посольстві в Токіо, працював з 1980 по 1982 року в Ірландській місії в Європейських співтовариства і був співробітником в ірландському посольстві в Лондоні з 1983 по 1989 році.
У 1989 році він був послом в Південній Кореї, 1994—1998 посол в Іспанії за сумісництвом в Андоррі, Алжирі та Тунісі.
З 1998 по 2005 рр. — Постійний представник Ірландії при Організації Об'єднаних Націй в Нью-Йорку. За цей час він працював з 2001 по 2002 представником Ірландії в Раді Безпеки Організації Об'єднаних Націй і виступив як голова комітету з санкцій проти Анголи Ради Безпеки ООН (УНІТА).
У жовтні 2005 року Райан був послом Ірландії в Нідерландах і Постійним представником Ірландії при Організації по забороні хімічної зброї. Обидві посади, яку він займав до 2009 року, коли він був замінений Мері Уїлан.
З 2009 по 2012 рр. — Надзвичайний і Повноважний посол Ірландії в Чехії та в Україні за сумісництвом.